# Comisión vaticana COVID-19
La Comisión vaticana COVID-19 es una institución creada por el Papa Francisco para expresar la preocupación de la Iglesia ante la pandemia de COVID-19 y proponer respuestas a los posibles desafíos socioeconómicos. El 20 de marzo de 2020 el Papa solicitó al Dicasterio para el Servicio del Desarrollo Humano Integral (DSDHI) formar una Comisión para “preparar el futuro” y hacerlo a través de “acciones de apoyo a las iglesias locales para salvar vidas humanas, para ayudar a los más pobres” y a través del análisis y la reflexión respecto a los desafíos socioeconómicos que se han planteado con esta crisis y la propuesta de criterios para afrontarlos.

Este organismo informa directamente al Santo Padre y su dirección está compuesta por el Cardenal Peter K. A. Turkson, Prefecto del Dicasterio para el Servicio del Desarrollo Humano Integral; el Secretario Mons. Bruno-Marie Duffé y el Rev. P. Augusto Zampini, Secretario Adjunto.

En una entrevista a Vatican News, el Cardenal Turkson explicó la naturaleza y el trasfondo de esta Comisión:
“El Papa [Francisco] está convencido de que nos encontramos en un momento de cambio de época y reflexiona sobre lo que vendrá después de la emergencia [de COVID-19], sobre las consecuencias económicas y sociales de la pandemia, sobre lo que tendremos que afrontar y, sobre todo, sobre cómo la Iglesia puede ofrecerse como punto de referencia seguro al mundo perdido ante un acontecimiento inesperado. [...] El Papa nos ha pedido concreción y creatividad, enfoque científico e imaginación, pensamiento universal y la capacidad de entender las exigencias locales”.

## Grupos de trabajo y objetivos
La Comisión vaticana COVID-19 contempla la actividad de cinco grupos de trabajo, cada uno con distintos objetivos, los cuales fueron presentados al Santo Padre el 27 de marzo de 2020:
- Grupo de trabajo 1: Actuar ahora para el futuro
- Grupo de trabajo 2: Mirar al futuro con creatividad
- Grupo de trabajo 3: Comunicar la esperanza
- Grupo de trabajo 4: Buscar el diálogo y la reflexión común
- Grupo de trabajo 5: Apoyar para sostener.

Además, el Grupo 2, “Mirar al futuro con creatividad”, trabaja sobre cuatro equipos especiales (taskforces): seguridad, salud, economía y ecología; cada uno con un coordinador propio. La Comisión pública periódicamente un boletín que recoge y resume los resultados de su investigación y reflexión científica sobre estas cuatro disciplinas. Además, trabajan transversalmente alrededor de cuatro pilares temáticos: 1) dignidad en el trabajo y los trabajos del futuro; 2) nuevas estructuras para el bien común, 3) gobernanza, paz y seguridad para una solidaridad global; 4) equilibrar sistemas sociales con el ecosistema.
La Comisión vaticana COVID-19 ha elaborado diversos materiales, reflexiones y mensajes entre los que destacan especialmente las catequesis ofrecidas por el Papa Francisco durante sus Audiencias Generales de agosto y septiembre de 2020 y recogidas en el libro Sanar el mundo. Catequesis sobre la Pandemia, el libro La vida después de la pandemia o el e-book sobre el Rosario Crisis y Salud, entre otros.